# Pierre François Olive Rayer

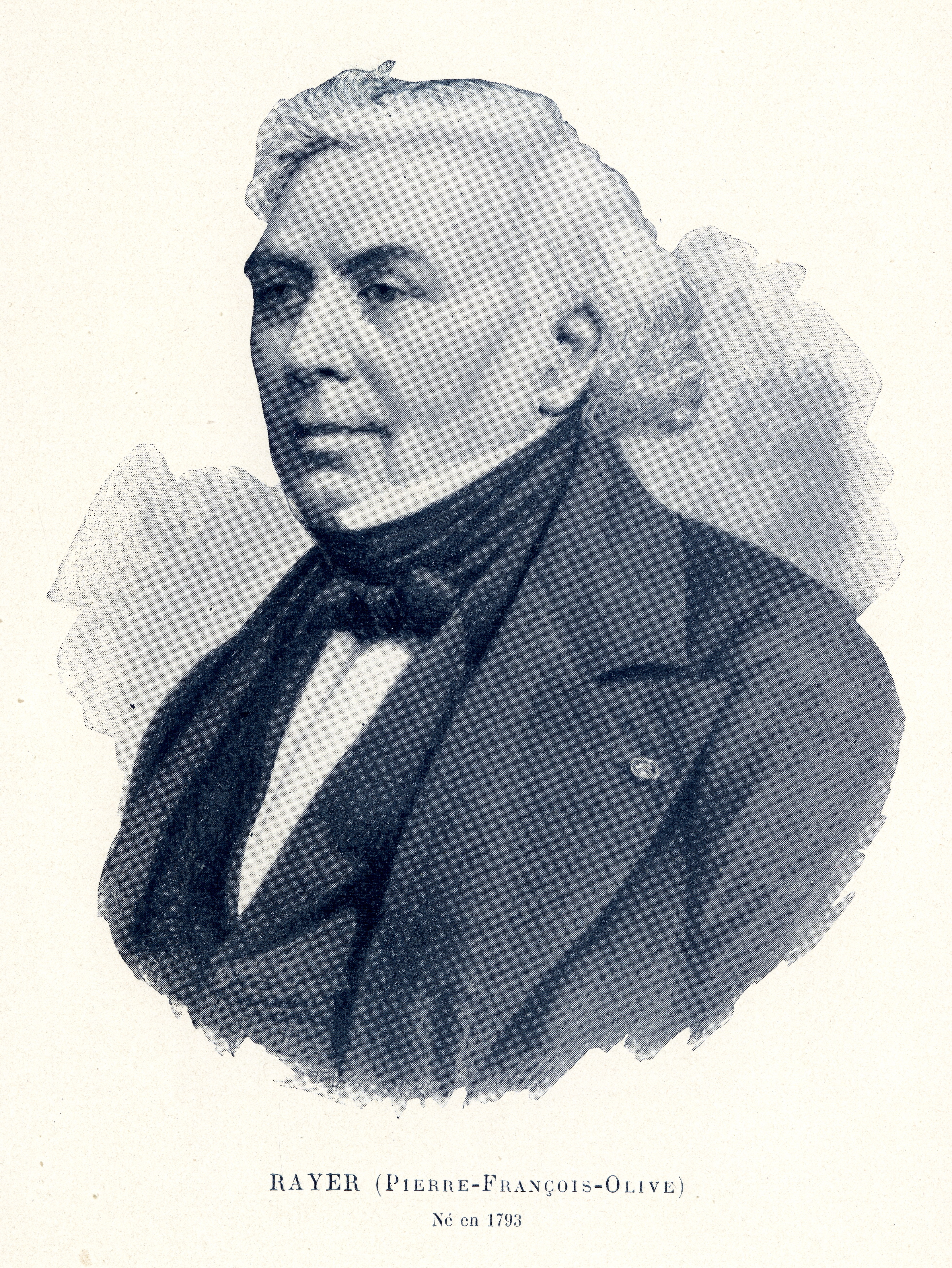
Pierre François Olive Rayer

Pierre Rayer (ur. 8 marca 1793 w Saint-Sylvain, zm. 10 września 1867 w Paryżu) – francuski dermatolog. Jest pamiętany przede wszystkim za jego prace z dziedziny anatomii patologicznej i fizjologii.
W 1837 roku odkrył, że nosacizna, śmiertelna choroba koni, może być przenoszona na ludzi. W 1841 roku opublikował trzytomowe dzieło poświęcone chorobom nerek. W 1850 jako pierwszy opisał wąglik; w pracy Rayer przedstawił wyniki badań nad Bacillus anthracis które przeprowadził wspólnie z Casimirem Davainem.